# Perša Liha 2022-2023
La Perša Liha 2022-2023 è stata la 32ª edizione della seconda serie del campionato ucraino di calcio. La stagione è iniziata il 27 agosto 2022 ed è terminata il 27 maggio 2023.

## Stagione

### Novità
Al termine della stagione 2021-2022, conclusasi anzitempo a causa dell'invasione russa dell'Ucraina, sono state promosse in Prem"jer-liha Metalist e Kryvbas Kryvyj Rih (complici anche le defezioni di Desna Černihiv e Mariupol'). Le retrocessioni sono state annullate dalla federcalcio ucraina.
Otto club hanno deciso di interrompere ogni attività sportiva a seguito del conflitto russo-ucraino: si tratta di Ahrobiznes Voločys'k, Al'jans Lypova Dolyna, Kramators'k, Olimpik Donec'k, Podillja, Užhorod, Volyn' e VPK-Ahro.
Dalla Druha Liha 2021-2022, sono state ammesse le seguenti squadre: Bukovyna Černivci, Černihiv, Dinaz Vyšhorod, Epicentr, Jarud Mariupol', Karpaty L'viv, LNZ Čerkasy, Metalurh Zaporižžja, SC Poltava e Skoruk Tomakivka.
Lo Jarud Mariupol' ha cambiato denominazione in FSC Mariupol' prima dell'inizio del campionato.

### Formula
Il torneo si svolge in due fasi: nella prima fase, le sedici squadre sono suddivise in due gironi da otto squadre. Le prime quattro classificate di tali gironi, accedono alla poule promozione; le ultime quattro, invece, prendono parte alla poule retrocessione. 
Le prime due classificate della poule promozione, sono promosse in Prem"jer-liha. Terza e quarta classificata disputano un play-off in gara doppia, rispettivamente contro la tredicesima e la quattordicesima classificata della Prem"jer-liha 2022-2023, per ottenere anch'esse un posto in Prem"jer-liha. Le squadre partecipanti alla poule promozione, ripartono con i punti ottenuti contro le squadre del proprio girone anch'esse qualificate alla poule promozione (inclusi i gol segnati e subiti). Non possono inoltre affrontarsi nuovamente le formazioni appartenenti allo stesso girone della prima fase.
Per quanta riguarda la poule retrocessione, l'ultima classificata retrocede in Druha Liha, mentre la penultima disputa uno spareggio promozione-retrocessione contro la seconda classificata della Druha Liha 2022-2023. Anche le squadre della poule retrocessione ripartono con i punti ottenuti contro le squadre del proprio girone anch'esse qualificate alla poule retrocessione (inclusi i gol segnati e subiti). Non possono inoltre affrontarsi nuovamente le formazioni appartenenti allo stesso girone della prima fase.

## Prima fase

### Gruppo A

#### Classifica finale
|  | Pos. | Squadra           | Pt | G  | V  | N | P | GF | GS | DR  |
|  | ---- | ----------------- | -- | -- | -- | - | - | -- | -- | --- |
|  | 1.   | Polіssja Žytomyr  | 40 | 14 | 13 | 1 | 0 | 34 | 6  | +28 |
|  | 2.   | Karpaty L'viv     | 28 | 14 | 9  | 1 | 4 | 22 | 13 | +9  |
|  | 3.   | Epicentr          | 27 | 14 | 8  | 3 | 3 | 17 | 11 | +6  |
|  | 4.   | Nyva Ternopil'    | 20 | 14 | 5  | 5 | 4 | 15 | 8  | +7  |
|  | 5.   | Prykarpattja      | 15 | 14 | 4  | 3 | 7 | 11 | 22 | -11 |
|  | 6.   | Dinaz Vyšhorod    | 10 | 14 | 2  | 4 | 8 | 14 | 28 | -14 |
|  | 7.   | Bukovyna Černivci | 9  | 14 | 2  | 3 | 9 | 9  | 21 | -12 |
|  | 8.   | FSC Mariupol'     | 7  | 14 | 1  | 4 | 9 | 12 | 25 | -13 |

Legenda:
      Ammesse alla poule promozione.
      Ammesse alla poule retrocessione.
Note:
Tre punti a vittoria, uno a pareggio, zero a sconfitta.

#### Risultati
|                   | Buk  | Din  | Epi  | FSC  | Kar  | Nyv  | Pol  | Pry  |
| ----------------- | ---- | ---- | ---- | ---- | ---- | ---- | ---- | ---- |
| Bukovyna Černivci | –––– | 0-0  | 1-2  | 3-1  | 1-2  | 0-3  | 1-2  | 0-1  |
| Dinaz Vyšhorod    | 1-1  | –––– | 1-3  | 1-4  | 1-2  | 1-1  | 0-5  | 2-2  |
| Epicentr          | 0-0  | 3-2  | –––– | 1-0  | 1-0  | 1-1  | 1-2  | 2-0  |
| FSC Mariupol'     | 0-1  | 0-2  | 0-1  | –––– | 1-1  | 0-2  | 0-2  | 1-1  |
| Karpaty L'viv     | 4-0  | 3-2  | 0-2  | 3-0  | –––– | 1-0  | 1-2  | 2-1  |
| Nyva Ternopil'    | 1-0  | 1-0  | 0-0  | 1-1  | 0-1  | –––– | 0-0  | 4-0  |
| Polіssja Žytomyr  | 2-0  | 3-0  | 3-0  | 4-2  | 2-0  | 2-1  | –––– | 2-0  |
| Prykarpattja      | 2-1  | 0-1  | 1-0  | 2-2  | 0-2  | 1-0  | 0-3  | –––– |

### Gruppo B

#### Classifica finale
|  | Pos. | Squadra             | Pt | G  | V | N | P | GF | GS | DR  |
|  | ---- | ------------------- | -- | -- | - | - | - | -- | -- | --- |
|  | 1.   | LNZ Čerkasy         | 30 | 14 | 9 | 3 | 2 | 22 | 6  | +16 |
|  | 2.   | Obolon'             | 29 | 14 | 9 | 2 | 3 | 20 | 9  | +11 |
|  | 3.   | Kremin' Kremenčuk   | 21 | 14 | 6 | 3 | 5 | 28 | 24 | +4  |
|  | 4.   | Metalurh Zaporižžja | 20 | 14 | 5 | 5 | 4 | 17 | 16 | +1  |
|  | 5.   | Černihiv            | 16 | 14 | 4 | 4 | 6 | 13 | 17 | -4  |
|  | 6.   | SC Poltava          | 15 | 14 | 4 | 3 | 7 | 15 | 19 | -4  |
|  | 7.   | Skoruk Tomakivka    | 14 | 14 | 3 | 5 | 6 | 15 | 22 | -7  |
|  | 8.   | Hirnyk-Sport        | 8  | 14 | 1 | 5 | 8 | 8  | 25 | -17 |

Legenda:
      Ammesse alla poule promozione.
      Ammesse alla poule retrocessione.
Note:
Tre punti a vittoria, uno a pareggio, zero a sconfitta.

#### Risultati
|                     | Čer  | Hir  | Kre  | LNZ  | Met  | Obo  | SCP  | Sko  |
| ------------------- | ---- | ---- | ---- | ---- | ---- | ---- | ---- | ---- |
| Černihiv            | –––– | 2-1  | 0-2  | 0-2  | 0-0  | 0-1  | 0-1  | 1-1  |
| Hirnyk-Sport        | 0-2  | –––– | 1-2  | 0-1  | 1-1  | 2-0  | 1-1  | 1-1  |
| Kremin' Kremenčuk   | 3-0  | 7-0  | –––– | 1-1  | 0-4  | 0-3  | 4-3  | 3-1  |
| LNZ Čerkasy         | 2-2  | 5-0  | 2-0  | –––– | 1-0  | 0-0  | 1-0  | 3-0  |
| Metalurh Zaporižžja | 0-2  | 1-0  | 3-3  | 2-1  | –––– | 1-2  | 1-1  | 1-0  |
| Obolon'             | 3-1  | 0-0  | 1-0  | 1-0  | 3-0  | –––– | 2-1  | 3-1  |
| SC Poltava          | 1-1  | 1-0  | 2-0  | 0-1  | 1-2  | 2-1  | –––– | 1-3  |
| Skoruk Tomakivka    | 0-2  | 1-1  | 3-3  | 0-2  | 1-1  | 1-0  | 2-0  | –––– |

## Seconda fase

### Poule promozione

#### Classifica finale
|  | Pos. | Squadra             | Pt | G  | V  | N | P | GF | GS | DR  |
|  | ---- | ------------------- | -- | -- | -- | - | - | -- | -- | --- |
|  | 1.   | Polіssja Žytomyr    | 32 | 14 | 10 | 2 | 2 | 25 | 9  | +16 |
|  | 2.   | Obolon'             | 29 | 14 | 8  | 5 | 1 | 19 | 8  | +11 |
|  | 3.   | LNZ Čerkasy         | 22 | 14 | 6  | 4 | 4 | 19 | 12 | +7  |
|  | 4.   | Metalurh Zaporižžja | 21 | 14 | 6  | 3 | 5 | 18 | 16 | +2  |
|  | 5.   | Karpaty L'viv       | 18 | 14 | 5  | 3 | 6 | 12 | 16 | -4  |
|  | 6.   | Epicentr            | 15 | 14 | 4  | 3 | 7 | 12 | 17 | -5  |
|  | 7.   | Nyva Ternopil'      | 8  | 14 | 0  | 8 | 6 | 10 | 17 | -7  |
|  | 8.   | Kremin' Kremenčuk   | 7  | 14 | 1  | 4 | 9 | 11 | 31 | -20 |

Legenda:
      Promossa in Prem"jer-liha 2023-2024.
  Partecipa ai play-off.
Note:
Tre punti a vittoria, uno a pareggio, zero a sconfitta.
La squadre iniziano la poule promozione con i seguenti punti:

- Obolon': +16
- Polіssja Žytomyr: +16
- Epicentr: +8
- LNZ Čerkasy: +8
- Metalurh Zaporižžja: +7
- Karpaty: +6
- Nyva Ternopil': +3
- Kremin' Kremenčuk: +2

#### Risultati
Sono in giallo i risultati della prima fase che vengono conteggiati anche per la poule promozione.
|                     | Epi  | Kar  | Kre  | LNZ  | Met  | Nyv  | Obo  | Pol  |
| ------------------- | ---- | ---- | ---- | ---- | ---- | ---- | ---- | ---- |
| Epicentr            | –––– | 1-0  | 3-1  | 0-2  | 1-2  | 1-1  | 0-0  | 1-2  |
| Karpaty L'viv       | 0-2  | –––– | 2-0  | 1-1  | 0-1  | 1-0  | 1-1  | 1-2  |
| Kremin' Kremenčuk   | 1-2  | 1-1  | –––– | 1-1  | 0-4  | 2-2  | 0-3  | 0-2  |
| LNZ Čerkasy         | 2-0  | 4-1  | 2-0  | –––– | 1-0  | 1-1  | 0-0  | 1-2  |
| Metalurh Zaporižžja | 1-0  | 0-1  | 3-3  | 2-1  | –––– | 1-1  | 1-2  | 0-1  |
| Nyva Ternopil'      | 0-0  | 0-1  | 0-2  | 1-2  | 1-1  | –––– | 1-2  | 0-0  |
| Obolon'             | 2-1  | 1-2  | 1-0  | 1-0  | 3-0  | 1-1  | –––– | 1-1  |
| Polіssja Žytomyr    | 3-0  | 2-0  | 5-0  | 2-1  | 1-2  | 2-1  | 0-1  | –––– |

### Poule retrocessione

#### Classifica finale
|  | Pos. | Squadra           | Pt | G  | V | N | P | GF | GS | DR  |
|  | ---- | ----------------- | -- | -- | - | - | - | -- | -- | --- |
|  | 9.   | Prykarpattja      | 24 | 14 | 6 | 6 | 2 | 21 | 11 | +10 |
|  | 10.  | Skoruk Tomakivka  | 23 | 14 | 5 | 8 | 1 | 18 | 9  | +9  |
|  | 11.  | Bukovyna Černivci | 21 | 14 | 5 | 6 | 3 | 18 | 14 | +4  |
|  | 12.  | Dinaz Vyšhorod    | 21 | 14 | 5 | 6 | 3 | 16 | 17 | -1  |
|  | 13.  | Černihiv          | 19 | 14 | 5 | 4 | 5 | 15 | 16 | -1  |
|  | 14.  | SC Poltava        | 16 | 14 | 4 | 4 | 6 | 16 | 22 | -6  |
|  | 15.  | FSC Mariupol'     | 12 | 14 | 3 | 3 | 8 | 18 | 23 | -5  |
|  | 16.  | Hirnyk-Sport      | 11 | 14 | 2 | 5 | 7 | 12 | 22 | -10 |

Legenda:
  Partecipa ai play-out.
      Retrocessa in Druha Liha 2023-2024.
Note:
Tre punti a vittoria, uno a pareggio, zero a sconfitta.
La squadre iniziano la poule retrocessione con i seguenti punti:

- Černihiv: +11
- Dinaz Vyšhorod: +9
- Prykarpattja: +9
- Skoruk Tomakivka: +9
- Bukovyna Černivci: +8
- SC Poltava: +8
- FSC Mariupol': +5
- Hirnyk-Sport: +3

#### Risultati
Sono in giallo i risultati della prima fase che vengono conteggiati anche per la poule retrocessione.
|                   | Buk  | Čer  | Din  | FSC  | Hir  | Pry  | SCP  | Sko  |
| ----------------- | ---- | ---- | ---- | ---- | ---- | ---- | ---- | ---- |
| Bukovyna Černivci | –––– | 3-1  | 0-0  | 3-1  | 3-2  | 0-1  | 2-2  | 1-1  |
| Černihiv          | 1-1  | –––– | 2-1  | 2-1  | 2-1  | 0-2  | 0-1  | 1-1  |
| Dinaz Vyšhorod    | 1-1  | 1-0  | –––– | 1-4  | 1-0  | 2-2  | 2-2  | 1-1  |
| FSC Mariupol'     | 0-1  | 1-1  | 0-2  | –––– | 2-1  | 1-1  | 2-4  | 0-3  |
| Hirnyk-Sport      | 1-0  | 0-2  | 1-1  | 1-0  | –––– | 1-1  | 1-1  | 1-1  |
| Prykarpattja      | 2-1  | 2-0  | 0-1  | 2-2  | 6-1  | –––– | 0-1  | 1-1  |
| SC Poltava        | 1-2  | 1-1  | 1-2  | 0-4  | 1-0  | 0-1  | –––– | 1-3  |
| Skoruk Tomakivka  | 0-0  | 0-2  | 3-0  | 1-0  | 1-1  | 0-0  | 2-0  | –––– |

## Play-off
|                     | Risultati |                     | Luogo e data            |
| ------------------- | --------- | ------------------- | ----------------------- |
| Inhulec'            | 1 - 1     | LNZ Čerkasy         | Petrove, 10 giugno 2023 |
| LNZ Čerkasy         | 2 - 1     | Inhulec'            | Čerkasy, 14 giugno 2023 |
|                     |           |                     |                         |
| Metalurh Zaporižžja | 1 - 0     | Veres Rivne         | Leopoli, 10 giugno 2023 |
| Veres Rivne         | 6 - 1     | Metalurh Zaporižžja | Rivne, 14 giugno 2023   |

## Play-out
|               | Risultati |               | Luogo e data             |
| ------------- | --------- | ------------- | ------------------------ |
| Chust         | 1 - 1     | FSC Mariupol' | Chust, 3 giugno 2023     |
| FSC Mariupol' | 0 - 1     | Chust         | Boryspil', 9 giugno 2023 |
|               |           |               |                          |